# دان شرلی
دان شرلی (انگلیسی: Don Shirley; ۲۹ ژانویهٔ ۱۹۲۷ – ۶ آوریل ۲۰۱۳) آهنگساز و پیانیست جاز اهل ایالات متحده آمریکا با خانواده‌ای اصالتاً جاماییکایی بود. مهارت او در پیانونوازی در سن پایین مشخص شد و او در جوانی به آهنگسازی و نوازندگی پرداخت. موسیقی شرلی را به آسانی نمی‌توان دسته‌بندی کرد. به عنوان آهنگساز و تنظیم‌کننده، او با هر بخش کارش مانند یک قطعه جدید و نه صرفاً یک تنظیم جدید برخورد می‌کرد. شرلی استاندارد جاز را به صورتی غیراستاندارد می‌نواخت.
تور کنسرت جنوب او در ۱۹۶۲ در فیلم کتاب سبز به تصویر کشیده شده است. او در سال ۲۰۱۳ در ۸۶ سالگی در اثر بیماری قلبی درگذشت.